# مارشالس هیوریکا
مارشالس هیوریکا گونه ای از مورچه‌ها است که در سال ۲۰۰۰ از جنگل‌های بارانی آمازون در نزدیکی مانائوس برزیل کشف شد. این گونه به عنوان یک گونه جدید توصیف شد و به عنوان تنها عضو یک زیر خانواده جدید، مارتیالیس قرار داده شد. نام عمومی به معنای "از مریخ " است و به دلیل ریخت شناسی غیر معمول آن نام یوریکا را گرفته‌است، که نشان دهنده کشف شگفت‌انگیز است. متعلق به قدیمی‌ترین نسب متمایز شناخته شده‌است که از اجداد همه مورچه‌های دیگر فاصله گرفته‌است.
ویژگیهای منحرف این مورچه باعث شد استفان پی کاور و ادوارد او. ویلسون اظهار نظر کنند که این مورچه باید از مریخ باشد؛ بنابراین نام سرده به سیاره مریخ اشاره می‌کند و به ویژگی‌های عجیب و غریبی اشاره می‌کند که به نظر می‌رسد از هیچ جا نشات گرفته‌است.

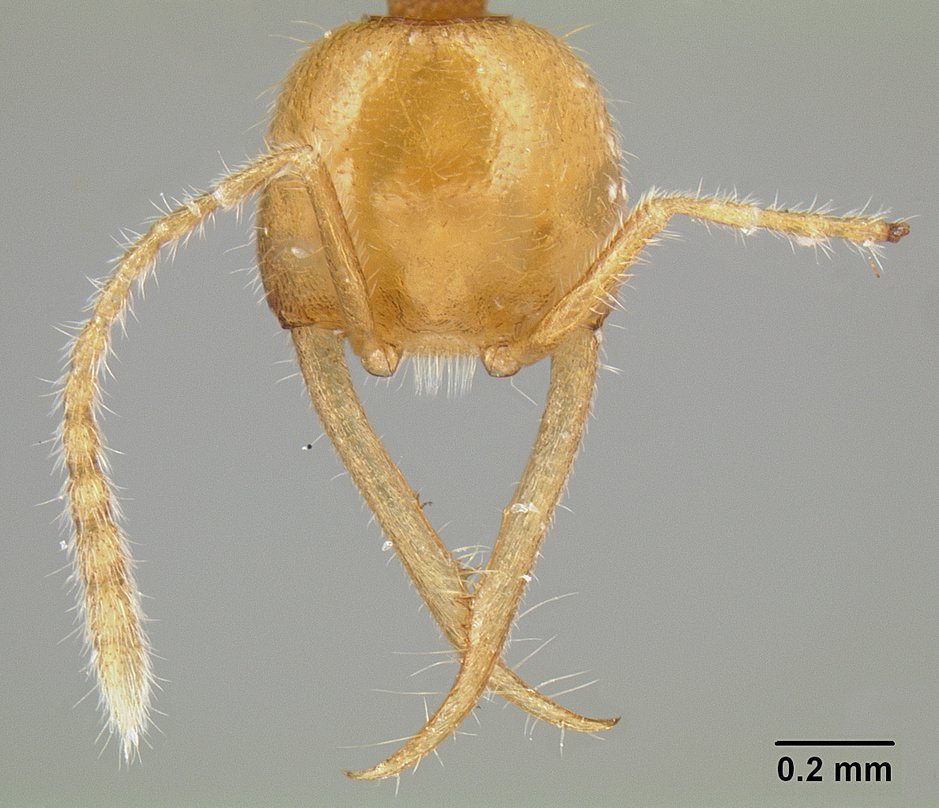
سر یک کارگر